# Jean Hugonet
Jean Hugonet (* 24. November 1999 in Paris) ist ein französischer Fußballspieler.

## Karriere
Hugonet begann seine Karriere beim Paris FC. Zur Saison 2018/19 rückte er in den Kader der zweiten Mannschaft des Hauptstadtklubs. Für diese absolvierte er in jener Saison 20 Partien in der fünftklassigen National 3. Im Mai 2019 erhielt er einen Profivertrag in Paris und rückte in den Profikader des Zweitligisten. Sein erstes und einziges Spiel für die Profis machte er im Dezember 2019 im Cup gegen Olympique Valence.
Im September 2020 wechselte er zum Viertligisten US Saint-Malo. Für Saint-Malo kam er allerdings bis zum Saisonabbruch nach dem neunten Spieltag nur zu einem Einsatz in der National 2. Zur Saison 2021/22 wechselte Hugonet zum österreichischen Zweitligisten SC Austria Lustenau, bei dem er einen bis Juni 2023 laufenden Vertrag erhielt. Sein Debüt in der 2. Liga gab er im Juli 2021, als er am ersten Spieltag jener Saison gegen den Grazer AK in der Startelf stand. In seiner ersten Profisaison kam er zu 29 Zweitligaeinsätzen, lediglich eine Partie verpasste er gesperrt, und stieg mit Lustenau als Meister in die Bundesliga auf.
Seinen Vertrag im Ländle verlängerte Hugonet nicht und so wechselte er zur Saison 2023/24 ablösefrei nach Deutschland zum Zweitligisten 1. FC Magdeburg.

## Persönliches
Sein Vater Jean-Raymond (* 1958) ist Politiker der Partei Les Républicains.